# Мобі Опараку
Мобі Опараку (англ. Mobi Oparaku, нар. 1 грудня 1976, Оверрі) — нігерійський футболіст, що грав на позиції захисника.
Виступав, зокрема, за клуби «Івуаньянву Нейшнл» та «Еньїмба», а також національну збірну Нігерії. У складі збірної — олімпійський чемпіон.

## Клубна кар'єра
У дорослому футболі дебютував 1993 року виступами за команду клубу «Івуаньянву Нейшнл», в якій провів два сезони. У першому сезоні він не часто виходив на поле, але в другому зміг завоювати місце в основному складі.
У 1995 році в команді почалися проблеми і Мобі як головна зірка клубу вирішив переїхати в Європу. Він поїхав на перегляд в бельгійський «Андерлехт» і успішно пройшов його. З Мобі був підписаний контракт, але він не зміг виграти конкуренцію за місце в основі у свого співвітчизника Селестіна Бабаяро. Півроку він провів на лавці запасних після чого перейшов в клуб другого дивізіону «Тюрнгаут». У новому клубі Опараку зарекомендував себе, як один з найкращих захисників і після двох сезонів перейшов в «Каппеллен». У сезоні 1999/00 він ледь не вилетів з клубом з другого дивізіону, після чого покинув команду.
У 2000 році Опараку переїхав до США. Спочатку він виступав за шоуфутбольну команду «Вічита Вінгз», після чого грав за клуби USL «Ель-Пасо Петріотс» і «Коннектикут Вулвз».
Влітку 2001 року Мобі поїхав на Ямайку, де виступав за команду другого дивізіону «Ріволі Юнайтед». Він отримував мало часу і вирішив закінчити кар'єру у віці 28 років.
У 2005 році Опараку повернувся на батьківщину, де в грудні відновив кар'єру в клубі «Гетевей». 2008 року перейшов до клубу «Еньїмба», за який відіграв 2 сезони. Остаточно завершив професійну кар'єру футболіста виступами за команду «Еньїмба» у 2010 році.

## Виступи за збірну
У 1993 році в складі юнацької збірної Нігерії до 17 років Опараку виграв юнацький чемпіонат світу в Японії, зігравши у шести іграх на турнірі.
11 червня 1995 року дебютував в офіційних матчах у складі національної збірної Нігерії в матчі проти збірної США, а наступного року з олімпійською збірною виграв футбольний турнір на Олімпійських іграх в Атланті.
Згодом у складі збірної був учасником чемпіонату світу 1998 року у Франції. На турнірі Опараку був запасним і провів всього 70 хвилин матчу проти збірної Іспанії.
Протягом кар'єри у національній команді, яка тривала 8 років, провів у формі головної команди країни 8 матчів. 

## Титули і досягнення
- Чемпіон світу (U-17): 1993
- Олімпійський чемпіон (1):

Нігерія: 1996